# BASEMENT MONSTAR
BASEMENT MONSTAR（ベースメント・モンスター）は、東京都北区にあるライブハウス兼貸スタジオ。週刊プロレスなどのプロレス関連媒体ではロゴの表記からBASEMENT MON☆STARと表記されることが多い。

## 設備
- 音響機材
- 照明機材
- ドリンクカウンター
- コインロッカー48箱

## 興行を開催しているプロレス団体
通常より小さなリングを使用している。
- プロレスリングHEAT-UP
- プロレスリングBASARA
- ガンバレ☆プロレス
- PURE-J女子プロレス
- 東京女子プロレス
- プロレスリング我闘雲舞